# Nébuleuse du Pélican
La nébuleuse du Pélican (ou IC 5070) est une nébuleuse en émission située à environ 2 000 années-lumière de la Terre dans la constellation du Cygne.

## Découverte
La nébuleuse du Pélican fut photographiée pour la première fois par l'astronome allemand Max Wolf le 12 décembre 1890. Cependant, dans son article du 10 juin 1891, Wolf décrivit la nébuleuse de façon générale sans fournir de position précise pour celle-ci. Ainsi, cela n'aurait pas permis à John Dreyer de l'ajouter au catalogue NGC. La nébuleuse fut de nouveau observée le 7 septembre 1899 cette fois-ci par l'astronome américain Thomas Espin (en). Ce dernier donna dans sa publication la position précise de la nébuleuse, ayant permis à John Dreyer de créditer Espin comme découvreur ou co-découvreur de la nébuleuse, listée alors comme IC 5070 au sein de l'Index Catalogue.

## Caractéristiques physiques
IC 5070 se situe juste à côté de la nébuleuse de l'Amérique du Nord (NGC 7000), les deux nébuleuses faisant partie d'une même et vaste région HII connue pour être active en formation d'étoiles. La taille de la nébuleuse du Pélican est estimée à environ 45 années-lumière de diamètre.

## Galerie

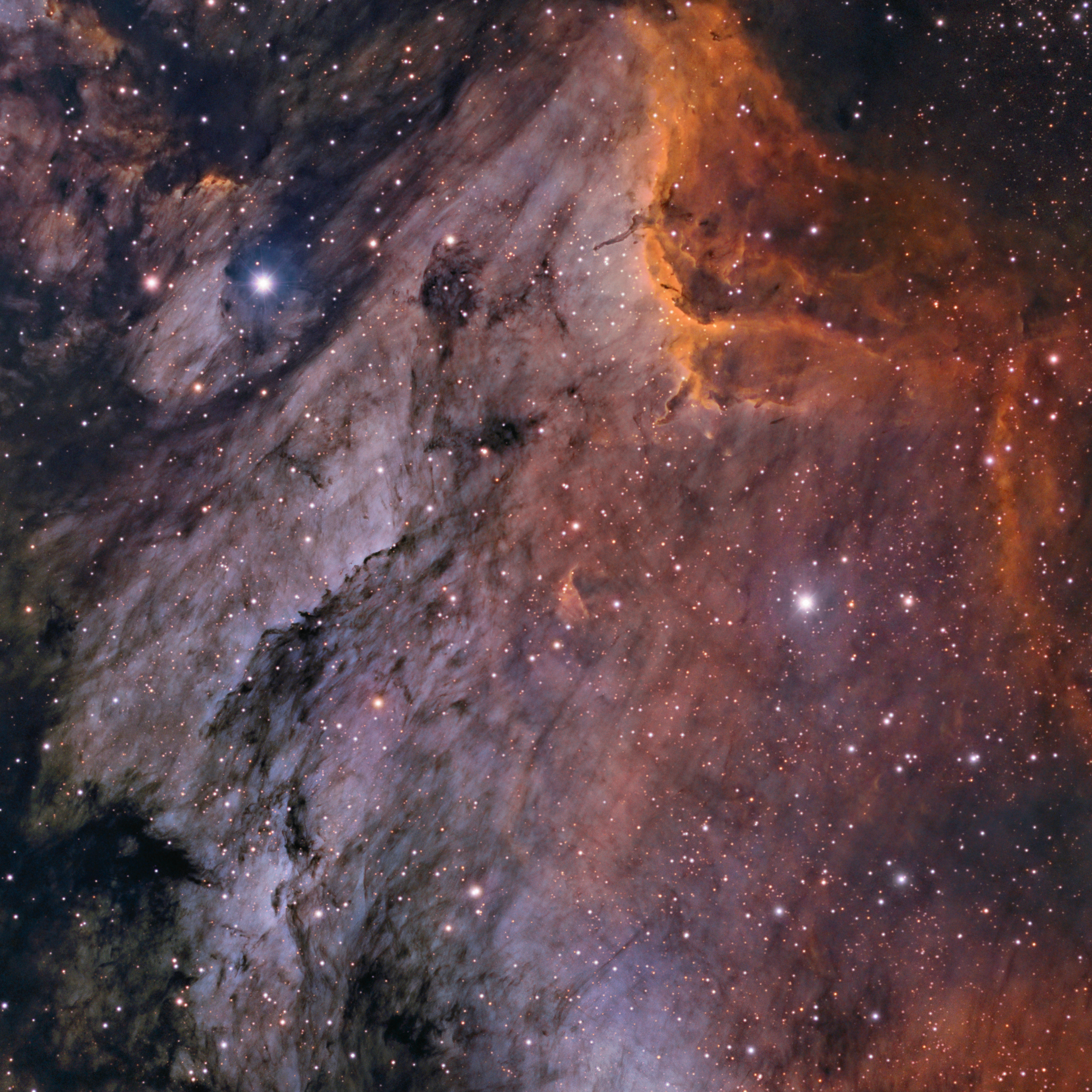
IC 5070 (Photographie amateur).
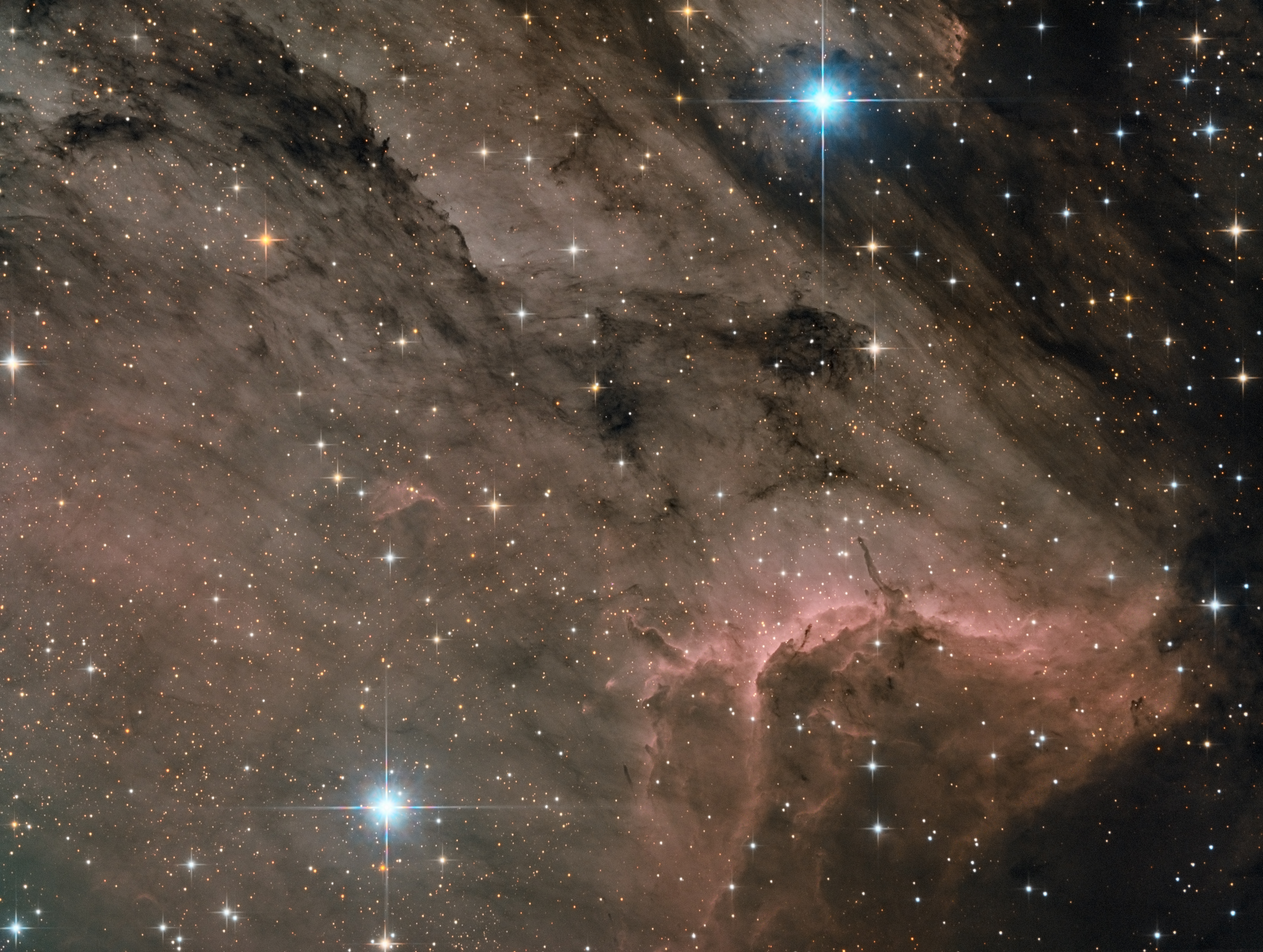
Détail de la nébuleuse (Photographie amateur).
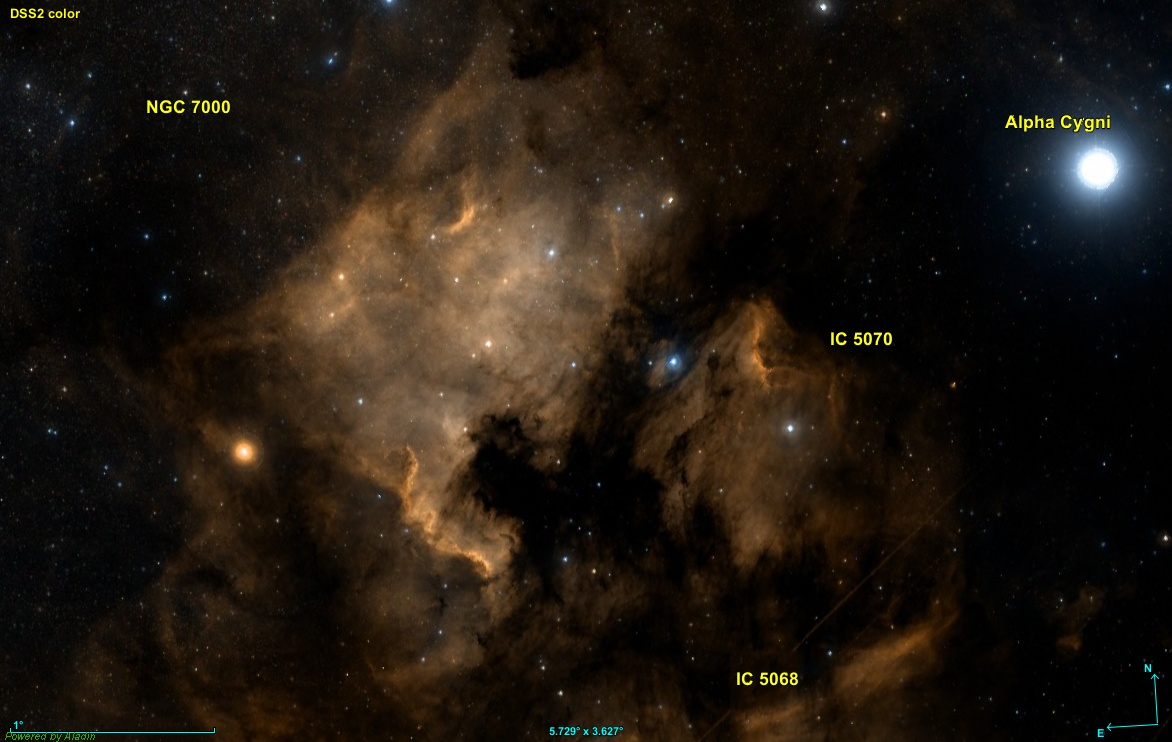
Cartographie de la région proche d'IC 5070, avec NGC 7000 (relevé DSS).